# Joseph Reveyron
Joseph Reveyron (* 2. September 1917 in Lyon; † 7. Januar 2005 in Lyon oder Les Échets) war ein französischer Organist und Komponist.

## Leben
Reveyron war ab dem 17. Lebensjahr ein Schüler von Édouard Commette, dem er als Organist an der Kathedrale Saint-Jean (in Lyon) nachfolgte.
Aus der Ehe mit Claude Reveyron gingen vier Söhne hervor: Dominique Reveyron Gidrol (Organist und Musikprofessor); Nicolas Reveyron (Historiker und Archäologe), Gilles Reveyron (Unternehmer) und Guillemette Reveyron (Ärztin).

## Auszeichnungen
Reveyron war Chevalier des Arts et des Lettres und Commandeur de l’ordre de Saint-Grégoire-le-Grand.

## Werke
Zu den Kompositionen von Reveyron gehören:
- 1937: Ma douce amie pour chœur à trois voix égales.
- 1947: Notre Dame.
- 1974: Messe festive pour chœur, orgue et ensemble de cuivres.
- 1974: Cantate Saint Jean-Baptiste.
- 1990: Messe de la Nativité.
- Cantate Chronos.
- Cantate des commencements.
- La Terre et le Ciel.
- Psaume du serviteur pour chœur d’hommes.